# Premier Division (1975/1976)
Premier Division (1975/1976) – był to 79. sezon szkockiej pierwszej klasy rozgrywkowej w piłce nożnej. Sezon rozpoczął się 30 sierpnia 1975, a zakończył się 4 maja 1976. Brało w niej udział 10 zespołów, które grały ze sobą systemem „każdy z każdym”. Tytuł mistrzowski obronił Rangers, dla którego był to 36. tytuł mistrzowski w historii klubu. Tytuł króla strzelców zdobył Kenny Dalglish, który strzelił 24 bramki.

## Zasady rozgrywek
W rozgrywkach brało udział 10 drużyn, walczących o tytuł mistrza Szkocji w piłce nożnej. Każda z drużyn rozegrała po 4 mecze ze wszystkimi przeciwnikami (razem 36 spotkań).

## Drużyny
| Uczestnicy poprzedniej edycji                                                                                 | Uczestnicy poprzedniej edycji | Uczestnicy poprzedniej edycji | Uczestnicy poprzedniej edycji |
| --- | ----------------------------- | ----------------------------- | ----------------------------- |
| RAN | Rangers                       | 1                             |                               |
| HIB | Hibernian                     | 2                             |                               |
| CEL | Celtic                        | 3                             |                               |
| DNU | Dundee United                 | 4                             |                               |
| ABR | Aberdeen                      | 5                             |                               |
| DNE | Dundee                        | 6                             |                               |
| AYR | Ayr United                    | 7                             |                               |
| HRT | Heart of Midlothian           | 8                             |                               |
| STJ | St. Johnstone                 | 9                             |                               |
| MTH | Motherwell                    | 10                            |                               |
| Oznaczenia: - kolumna pierwsza – skróty nazw drużyn, - kolumna trzecia – miejsce zajęte w poprzednim sezonie. |                               |                               |                               |

## Stadiony
| Miasto     | Stadion             | Klub                | Pojemność |
| ---------- | ------------------- | ------------------- | --------- |
| Aberdeen   | Pittodrie Stadium   | Aberdeen            | 20 866    |
| Ayr        | Somerset Park       | Ayr United          | 10 185    |
| Dundee     | Dens Park           | Dundee              | 11 850    |
| Dundee     | Tannadice Park      | Dundee United       | 14 223    |
| Edynburg   | Tynecastle Stadium  | Heart of Midlothian | 20 099    |
| Edynburg   | Easter Road Stadium | Hibernian           | 20 421    |
| Glasgow    | Celtic Park         | Celtic              | 80 000    |
| Glasgow    | Ibrox Stadium       | Rangers             | 80 000    |
| Motherwell | Fir Park            | Motherwell          | 13 677    |
| Perth      | Muirton Park        | St. Johnstone       | 11 000    |

## Tabela końcowa
| Lp. | Drużyna             | M  | Z  | R  | P  | Bramki | Bramki | Różn. | Pkt | Uwagi                          |
| --- | ------------------- | -- | -- | -- | -- | ------ | ------ | ----- | --- | ------------------------------ |
| 1   | Rangers (M, P)      | 36 | 23 | 8  | 5  | 60     | 24     | +36   | 54  | Puchar Europy • 1R             |
| 2   | Celtic              | 36 | 21 | 6  | 9  | 71     | 42     | +29   | 48  | Puchar UEFA • 1R               |
| 3   | Hibernian           | 36 | 18 | 7  | 11 | 55     | 43     | +12   | 43  | Puchar UEFA • 1R               |
| 4   | Motherwell          | 36 | 16 | 8  | 12 | 57     | 49     | +8    | 40  |                                |
| 5   | Heart of Midlothian | 36 | 13 | 9  | 14 | 39     | 45     | −6    | 35  | Puchar Zdobywców Pucharów • 1R |
| 6   | Ayr United          | 36 | 14 | 5  | 17 | 46     | 59     | −13   | 33  |                                |
| 7   | Aberdeen            | 36 | 11 | 10 | 15 | 49     | 50     | −1    | 32  |                                |
| 8   | Dundee United       | 36 | 12 | 8  | 16 | 46     | 48     | −2    | 32  |                                |
| 9   | Dundee (S)          | 36 | 11 | 10 | 15 | 49     | 62     | −13   | 32  | Spadek do First Division       |
| 10  | St. Johnstone (S)   | 36 | 3  | 5  | 28 | 29     | 79     | −50   | 11  | Spadek do First Division       |

## Wyniki spotkań

### Mecze 1–18
| Gospodarz \ Gość    | ABR | AYR | CEL | DNE | DNU | HRT | HIB | MTH | RAN | STJ |
| Aberdeen            |     | 2:1 | 0:1 | 0:1 | 5:3 | 0:3 | 3:0 | 0:0 | 0:0 | 3:0 |
| Ayr United          | 1:1 |     | 3:5 | 3:1 | 1:0 | 0:1 | 2:0 | 2:1 | 0:1 | 2:0 |
| Celtic              | 1:1 | 1:2 |     | 3:3 | 2:1 | 2:0 | 4:0 | 4:0 | 0:0 | 1:0 |
| Dundee              | 1:3 | 1:2 | 0:1 |     | 2:1 | 4:1 | 1:1 | 1:0 | 1:1 | 3:0 |
| Dundee United       | 1:0 | 5:0 | 3:2 | 1:0 |     | 2:0 | 2:0 | 1:4 | 0:1 | 1:1 |
| Heart of Midlothian | 3:3 | 1:0 | 1:0 | 3:0 | 0:1 |     | 0:1 | 1:2 | 1:2 | 1:0 |
| Hibernian           | 3:2 | 3:0 | 2:0 | 4:0 | 0:1 | 3:0 |     | 2:0 | 0:3 | 5:0 |
| Motherwell          | 2:1 | 1:0 | 1:3 | 1:1 | 3:2 | 2:0 | 0:1 |     | 0:1 | 2:0 |
| Rangers             | 2:1 | 2:1 | 1:0 | 3:0 | 0:0 | 3:1 | 2:0 | 2:1 |     | 4:0 |
| St. Johnstone       | 2:0 | 1:2 | 3:4 | 1:1 | 1:1 | 0:0 | 0:2 | 1:3 | 0:3 |     |

Źródło: SPFL.co.uk
Objaśnienia:
1Drużyna gospodarzy jest wymieniona po lewej stronie tabeli.
Kolory: zielony – zwycięstwo gospodarzy, żółty – remis, różowy – zwycięstwo gości.

### Mecze 19–36
| Gospodarz \ Gość    | ABR | AYR | CEL | DNE | DNU | HRT | HIB | MTH | RAN | STJ |
| Aberdeen            |     | 3:1 | 1:2 | 2:0 | 1:3 | 0:0 | 2:2 | 2:2 | 1:0 | 2:0 |
| Ayr United          | 1:0 |     | 2:7 | 2:1 | 2:2 | 1:1 | 1:3 | 2:0 | 3:0 | 1:0 |
| Celtic              | 0:2 | 3:1 |     | 4:0 | 2:1 | 3:1 | 1:1 | 0:2 | 1:1 | 3:2 |
| Dundee              | 3:2 | 2:2 | 1:0 |     | 0:0 | 2:3 | 2:0 | 3:6 | 0:0 | 4:3 |
| Dundee United       | 1:2 | 3:2 | 1:3 | 1:2 |     | 0:1 | 1:0 | 1:1 | 0:0 | 3:1 |
| Heart of Midlothian | 2:2 | 2:1 | 0:1 | 1:1 | 1:0 |     | 1:1 | 3:3 | 0:2 | 2:0 |
| Hibernian           | 3:1 | 1:0 | 1:3 | 1:1 | 1:1 | 1:0 |     | 1:0 | 2:1 | 4:2 |
| Motherwell          | 3:0 | 1:1 | 1:1 | 3:2 | 2:1 | 1:1 | 2:1 |     | 2:1 | 2:0 |
| Rangers             | 1:0 | 3:0 | 2:1 | 2:1 | 4:1 | 1:2 | 1:1 | 3:2 |     | 2:0 |
| St. Johnstone       | 1:1 | 0:1 | 1:2 | 1:3 | 1:0 | 0:1 | 3:4 | 2:1 | 1:5 |     |

Źródło: SPFL.co.uk
Objaśnienia:
1Drużyna gospodarzy jest wymieniona po lewej stronie tabeli.
Kolory: zielony – zwycięstwo gospodarzy, żółty – remis, różowy – zwycięstwo gości.

## Tabela strzelców
| Zawodnik         | Bramki | Drużyna    |
| ---------------- | ------ | ---------- |
| Kenny Dalglish   | 24     | Celtic     |
| Willie Pettigrew | 22     | Motherwell |
| John Graham      | 16     | Ayr United |
| Derek Johnstone  | 16     | Rangers    |
| John Deans       | 15     | Celtic     |